# Alvo
Pour l’article homonyme, voir Alvo (rivière).
Alvo est une chaîne de supermarchés belge créée en 1941 du groupe Colruyt, active en Région wallonne, flamande, bruxelloise et au Luxembourg. Le siège social d'Alvo est situé à Bornhem dans la province d'Anvers.
En 2014, on compte au total environ 77 magasins (autonomes) d’une superficie moyenne de 750 m2 répartis à travers la Belgique et le grand-duché du Luxembourg. Les magasins se situent principalement en Région flamande (Campine, Flandre-Orientale, occidentale).